# Staunton, Virginia
Staunton (/ˈstæntən/) är en stad i den amerikanska delstaten Virginia med en yta av 51 km² och en folkmängd som uppgår till 23 746 invånare (2010). Staunton ingår (på samma sätt som alla andra kommuner av typen independent city i Virginia) inte i ett county, men är trots detta den officiella administrativa huvudorten i Augusta County. Countyts domstolshus ligger i staden även om Staunton utgör en självständig administrativ enhet, medan de flesta administrativa tjänsterna i countyt är tillgängliga i förvaltningsbyggnaden i Verona.

## Museer och kulturella institutioner
I Stanton finns Woodrow Wilsons presidentbibliotek i huset där USA:s 28:e president föddes. Förutom för biblioteket fungerar Wilsons födelsehus som museum.

## Kända personer från Staunton
- John Breckinridge, politiker, USA:s justitieminister 1805–1806
- John Brown, politiker
- Joseph W. Fifer, politiker, guvernör i Illinois 1889–1893
- Alexander Hugh Holmes Stuart, politiker, USA:s inrikesminister 1850–1853
- Woodrow Wilson, politiker, USA:s 28:e president

## Vänorter
- Dabas, Ungern
- Vișeu de Sus, Rumänien